# Condado de Cascade
O Condado de Cascade (em inglês:  Cascade County) é um dos 56 condados do estado norte-americano de Montana. A sede e única cidade do condado é Great Falls.
O condado possui uma área de 7 023 km², dos quais 6 988 km² estão cobertos por terra e 34 km² por água, uma população de 81 327 habitantes, e uma densidade populacional de 11,6 hab/km² (segundo o censo nacional de 2010). É o quinto condado mais populoso de Montana.